# James Gleick
James Gleick (* 1. října 1954 New York) je americký spisovatel, novinář a životopisec, který píše knihy o vědě a technice. Tři z těchto knih byly nominovány na Pulitzerovu cenu a byly přeloženy do více než dvaceti jazyků. V roce 1976 vystudoval Harvardovu univerzitu s titulem z angličtiny a lingvistiky. Deset let pracoval v New York Times. Jeho první kniha Chaos: vznik nové vědy popisující historii vývoje teorie chaosu se stala mezinárodním bestsellerem.